# Luoghi di Harry Potter
Questa voce elenca i luoghi principali della serie di libri di Harry Potter, scritta da J. K. Rowling. Gli stessi compaiono anche nei film e nelle altre opere derivate.

## Villaggi e abitazioni

### Little Whinging
Little Whinging è una città immaginaria del Surrey, in Inghilterra, a sud di Londra. A Little Whinging, in particolare presso la casa dei Dursley a Privet Drive, 4, Harry trascorre i primi anni della sua vita, dalla morte dei suoi genitori fino al suo undicesimo compleanno. Dopo la sua iscrizione a Hogwarts, Harry passa la maggior parte dell'anno lontano, ma è costretto controvoglia a tornare alla casa degli zii durante le vacanze estive. L'autrice ha ideato Little Whinging come la più blanda e stereotipica città di provincia, per contrapporla nettamente al mondo magico. Il nome deriva da whinging, termine usato colloquialmente in inglese britannico per "lamentarsi" o "piagnucolare". La stessa idea viene veicolata dal termine privet, che indica il ligustro, una pianta molto presente nelle siepi dei giardini inglesi, che rievoca immediatamente un contesto suburbano e ordinario.
La casa della famiglia Dursley è in una zona rispettabile e tremendamente noiosa. Viene descritta come larga e squadrata, comoda, di media grandezza e molto ben tenuta, con un piccolo giardinetto provvisto di serra, due piani, quattro camere da letto e parecchi camini. I Dursley sono descritti come una famiglia di classe media, che viziano il figlio Dudley ignorando le sue prepotenze e trascurano e maltrattano il nipote Harry; esso viene infatti inizialmente relegato a dormire nel ripostiglio del sottoscala, squallido, pieno di ragni e con la porta di accesso munita di numerosi lucchetti, utilizzati per chiuderci dentro il ragazzo quando fa accadere qualcosa di strano. Quando i Dursley si rendono conto che i maghi li spiano per accertarsi che Harry stia bene, permettono al ragazzo di stare nella seconda camera di Dudley, che quest'ultimo usava come deposito per tutto ciò che non stava nella prima. Harry disprezza Privet Drive a causa del ricordo dei soprusi ricevuti, ma nell'Ordine della Fenice Silente gli rivela che il motivo per cui deve per forza tornare in quel luogo durante le vacanze estive è la protezione che la madre Lily, sacrificandosi per salvarlo, gli aveva fornito. Il sacrificio della donna ha infatti attivato un'antica magia, che attiva una protezione su Harry finché il giovane è minorenne e può considerare come casa un luogo dove vive un consanguineo della madre, in questo caso la zia Petunia, sorella di Lily.
Nel film La pietra filosofale, le scene ambientate a Privet Drive, 4 vennero girate a Bracknell all'indirizzo Picket Post Close, 12. Per i film seguenti la Warner Bros. costruì un set nei suoi Studi Leavesden.

### Catapecchia sullo scoglio
La catapecchia sullo scoglio è una piccola capanna posizionata su alcuni scogli in mezzo al mare, poco distante dalla costa. È il posto dove i Dursley si trasferiscono forzatamente per evitare di ricevere altre lettere da Hogwarts nella Pietra filosofale. È sgangherata e in procinto di crollare, fatta con assi di legno sconnesse e con il tetto fatiscente. L'interno è diviso in due camere: la prima a pian terreno ha un divano e un camino, mentre la seconda al piano superiore ha un letto matrimoniale. La casa è senza energia elettrica, acqua potabile, televisione e gas. Proprio in questo desolante luogo Harry apprende per la prima volta, grazie a Rubeus Hagrid, di essere un mago.

### Godric's Hollow

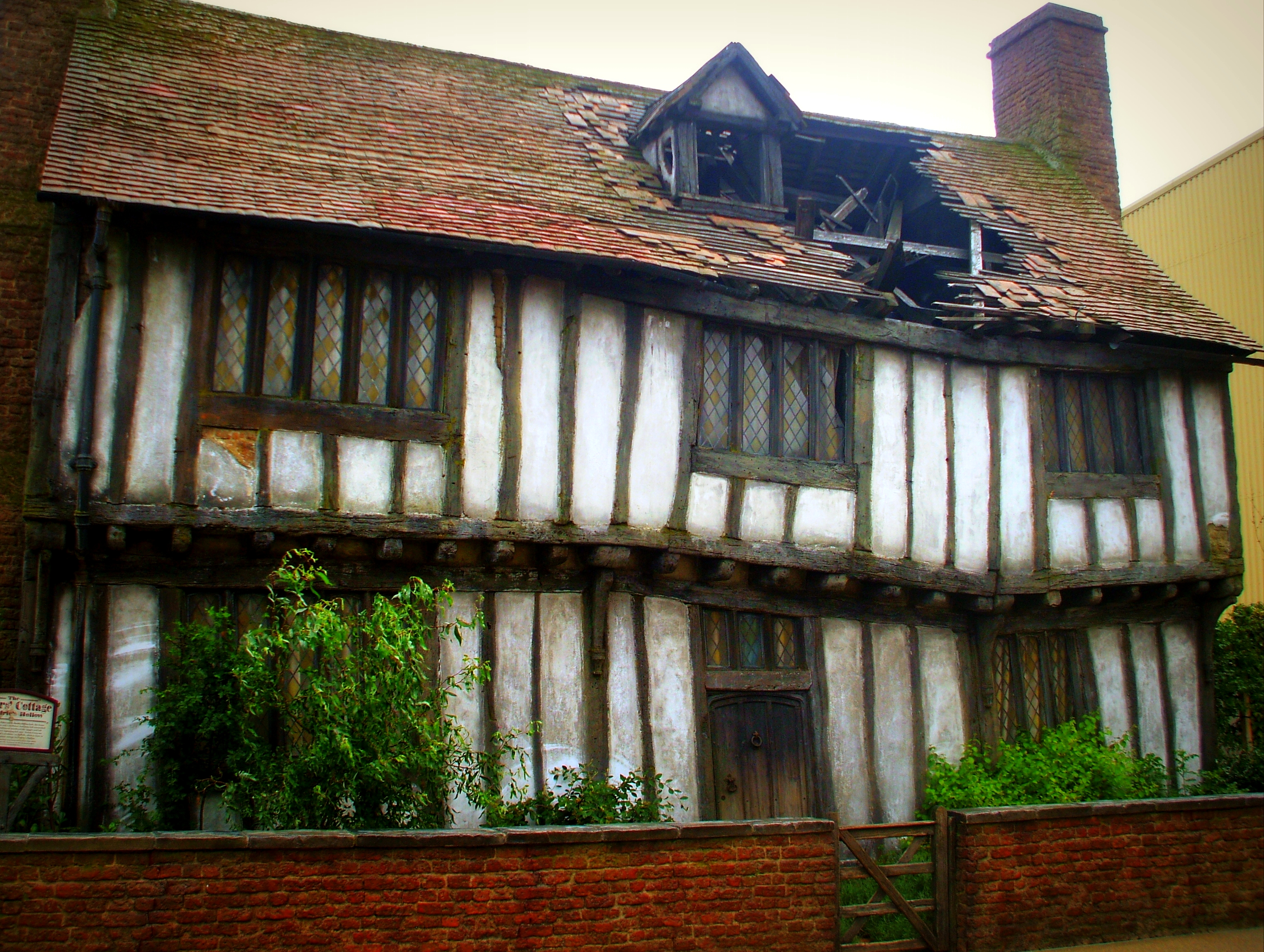
Set della casa dei Potter a Godric's Hollow negli Studi Leavesden

Godric's Hollow, Goldrick's Hollow nelle prime edizioni italiane, è un antico villaggio babbano ma abitato da molte famiglie magiche sin dal 1689, all'indomani della firma dello Statuto Internazionale di Segretezza, quando i maghi entrarono in clandestinità per sempre. In quel periodo molti villaggi vennero scelti dai maghi per creare piccole comunità all'interno di altre comunità, e Godric's Hollow è il più celebre e magicamente popolato di questi. È il paese natale di Godric Grifondoro (da cui ha preso il nome, infatti Godric's hollow significa "tana di Godric") e della famiglia Potter. Vi vissero anche la famiglia Silente e Bathilda Bath. Qui Lord Voldemort uccise James e Lily Potter, i genitori di Harry, e, dopo aver provato a uccidere anche il figlio, che era il suo vero obiettivo, scomparve una prima volta in una forma di semi-vita in quanto la maledizione gli rimbalzò contro, portando Harry ad essere etichettato come "Il Bambino che è Sopravvissuto". Nei Doni della Morte Harry si reca con Hermione nel suo paese natale per la prima volta nella sua vita e visita il cimitero, dove trova le tombe dei suoi genitori, della famiglia di Silente e del suo antichissimo antenato Ignotus Peverell.

### La Tana
La Tana (The Burrow) è la casa della famiglia Weasley ed è collocata nei dintorni del villaggio di Ottery St. Catchpole. Compare per la prima volta nella Camera dei segreti, in cui l'autrice ne fa un'accurata descrizione. Un tempo era un porcile, in seguito sono state aggiunte delle camere e cinque comignoli, e il tutto viene tenuto in piedi magicamente in un equilibrio che appare piuttosto precario. Nonostante l'aspetto diroccato, secondo Harry è la casa migliore in cui è mai stato, mentre Ron la detesta perché non fa che accrescere il suo senso di inferiorità nei confronti dell'amico (tutti sono infatti a conoscenza della scarsissima disponibilità economica dei Weasley) e dell'intero mondo magico e poi anche perché ha la camera più piccola e brutta di tutte, appena sotto la soffitta dove si trova il loro demone che fa sempre confusione. La Tana è ricca di oggetti magici, tra cui un orologio speciale: invece di segnare le ore ha come lancette i componenti della famiglia Weasley e al posto dei numeri segna dove sono e in che stato si trovano, se sono al lavoro, a casa, a scuola, ma anche persi, in ospedale, in prigione o in pericolo mortale.

### Little Hangleton
Little Hangleton è il paese d'origine della famiglia di Voldemort. Vi si trova la dimora della famiglia Riddle, un tempo la casa più bella e lussuosa del paese ma ora abbandonata e ridotta in miseria dopo che vi vennero trovati i corpi deceduti di Tom Riddle e dei suoi genitori, assassinati da Voldemort. Nei pressi del villaggio, in una vecchia e malandata casa, vivevano anche la madre, lo zio e il nonno materno di Voldemort, la famiglia Gaunt. Nel Calice di fuoco Voldemort e Peter Minus si stabiliscono nella vecchia dimora dei Riddle ed uccidono il vecchio custode babbano Frank Bryce, che si era allarmato notando i loro movimenti nella casa ed era andato a controllare. Quando la coppa del Torneo Tremaghi viene trasformata in una passaporta, Harry e Cedric Diggory sono trasportati proprio nel cimitero di Little Hangleton. Qui Minus uccide Cedric e poi utilizza il sangue di Harry, le ossa di Tom Riddle Senior, lì seppellito, e la sua stessa mano per far riottenere a Voldemort il suo corpo.

### Grimmauld Place, 12
Il numero 12 di Grimmauld Place a Londra è la dimora storica della famiglia Black. Quando nell'Ordine della Fenice questa entra in possesso di Sirius Black, egli, infastidito dal doversi nuovamente trovare nella casa di famiglia che tanto aveva detestato, la mette a disposizione come quartier generale dell'Ordine della Fenice. L'edificio si presenta come una casa grande, spettrale, sporca e polverosa, piena di oggetti e cimeli d'epoca, con una fila di teste mozzate degli elfi domestici che avevano servito la famiglia. Al momento dell'insediamento dell'Ordine, la casa, rimasta disabitata per molti anni, è infestata da parassiti e strane creature magiche. Al suo ingresso, coperto da una tenda, c'è un grosso ritratto della madre di Sirius che, se viene scoperto o in caso di forti rumori, inizia a urlare insulti alla gente che si è insediata in casa sua. Altra caratteristica peculiare è l'arazzo riportante l'albero genealogico della famiglia Black, che ricopre un'intera parete e dal quale sono stati bruciati via i nomi dei membri ripudiati dalla famiglia per via delle loro idee troppo progressiste o delle loro unioni familiari con babbani o nati babbani.
La casa è servita da un vecchio e paranoico elfo domestico di nome Kreacher, profondamente attaccato ai suoi vecchi padroni e insofferente nei confronti di Sirius e dei suoi compagni, ai quali parla sempre dietro le spalle. Per aumentare la segretezza del luogo, il numero 12 di Grimmauld Place è reso introvabile grazie all'Incanto Fidelius, uno speciale incantesimo che rende la casa invisibile a tutti tranne che al custode segreto Albus Silente e coloro a cui è stata rivelata la sua ubicazione. Se si ignora la sua esistenza, infatti, dall'esterno la casa sembra non esistere e si passa dal numero 11 al 13 senza soluzione di continuità, mentre quando si avvicina qualcuno che sa dell'esistenza della casa essa affiora tra le due case ai lati. Dopo la morte di Sirius, il ragazzo eredita l'abitazione e vi si accampa per qualche tempo insieme a Ron e Hermione nei Doni della Morte.

### Spinner's End
Spinner's End è una strada di un'anonima città babbana in cui si trova la casa di Severus Piton. Viene descritta come tante altre, con mura di mattoni identici. La strada è vicino a un fiume la cui riva è cosparsa di rifiuti; nei pressi c'è un mulino in disuso con un alto camino. La porta principale della casa di Piton si apre su un soggiorno che dà la sensazione di una buia cella, che ha le pareti coperte dai libri sugli scaffali, i mobili rovinati e un candelabro che pende dal soffitto. Spinner's End appare per la prima volta nel Principe mezzosangue, quando Bellatrix Lestrange e Narcissa Malfoy fanno visita a Piton. Nei Doni della Morte si scopre che Piton ha vissuto a Spinner's End fin da bambino e che Lily e Petunia Evans vivevano nelle vicinanze.

### Villa Malfoy
Villa Malfoy (Malfoy Manor) è la residenza dalla famiglia Malfoy, situata nello Wiltshire. Viene menzionata più volte nei romanzi ed è ispezionata da Arthur Weasley al termine della Camera dei segreti. La descrizione effettiva della villa e della sua sfarzosità viene offerta nei Doni della Morte. La villa è recintata da alte siepi ben curate e da un cancello che si tramuta in fumo al passaggio dei Mangiamorte. Presenta un grande giardino, dove vi sono anche una fontana e un pavone. Nei Doni della Morte viene utilizzata come quartier generale da Voldemort, divenendo il luogo dove il terribile mago oscuro tiene segregati i suoi prigionieri, tra cui Olivander, Luna Lovegood, Dean Thomas e il folletto Unci-Unci. Quando Harry, Ron e Hermione vengono catturati dai Ghermidori sono condotti proprio a Villa Malfoy; qui Bellatrix Lestrange tortura Hermione per tentare di estorcerle informazioni riguardanti la spada di Grifondoro, di cui i ragazzi sono in possesso. Tutti i prigionieri sono poi salvati dall'elfo domestico Dobby, che in quel frangente viene ucciso da un pugnale lanciato dalla stessa Bellatrix.
Gli esterni della villa nei film I Doni della Morte - Parte 1 e I Doni della Morte - Parte 2 furono girati alla Hardwick Hall nel Derbyshire.

### Villa Conchiglia

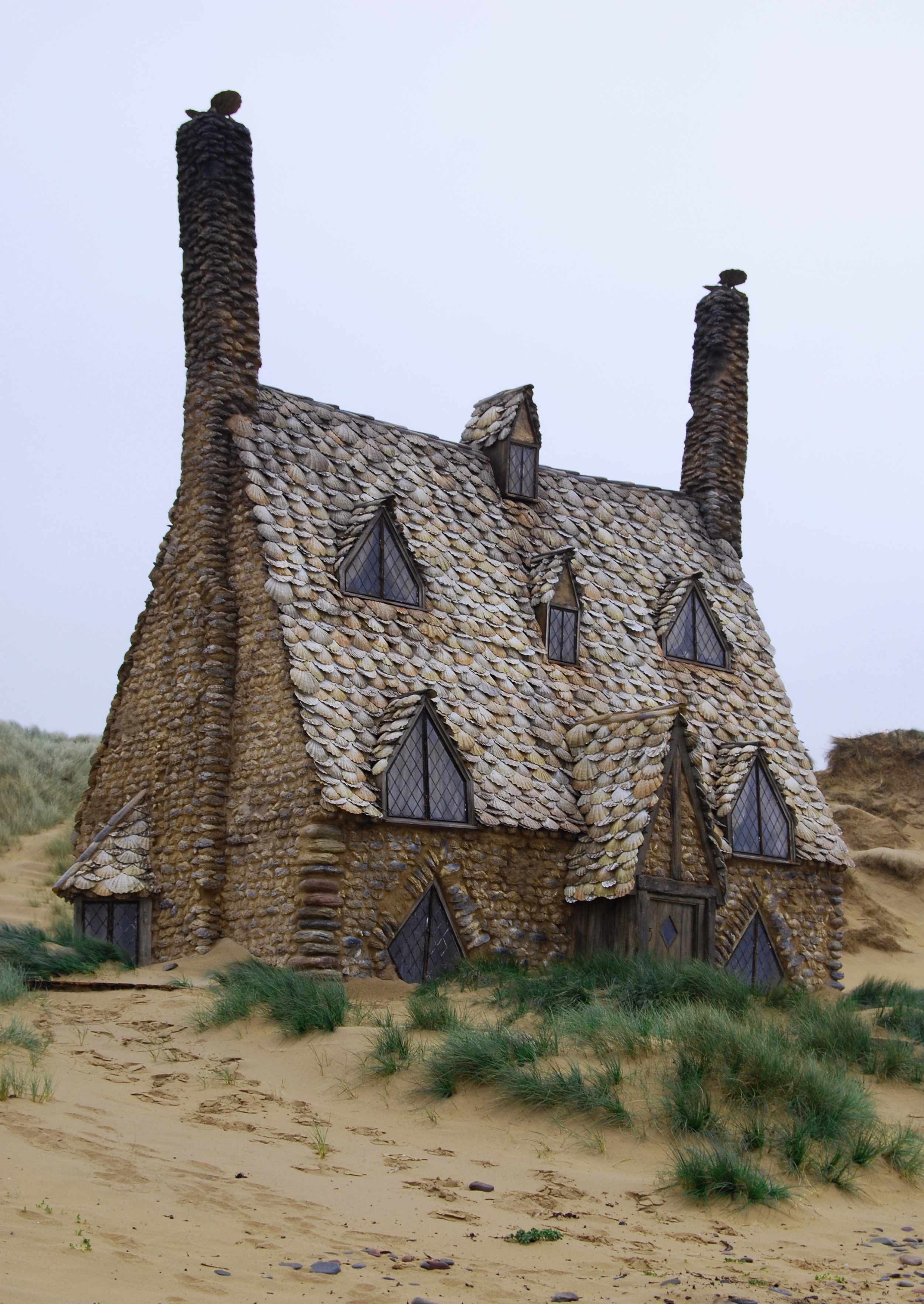
Il set di Villa Conchiglia a Freshwater West

Villa Conchiglia (Shell Cottage) è la casa in cui Bill Weasley e Fleur Delacour si trasferiscono dopo essersi sposati nei Doni della Morte. Si trova vicino al mare nei pressi dell'immaginario paese di Tinworth, in Cornovaglia. La casa è usata come nascondiglio da Harry, Ron, Hermione, Luna, Dean Thomas, Olivander e Unci-Unci dopo la loro fuga da Villa Malfoy. Dobby viene seppellito proprio vicino alla casa.
Villa Conchiglia è stata costruita come set per i film I Doni della Morte - Parte 1 e I Doni della Morte - Parte 2 nella spiaggia di Freshwater West nel parco nazionale costiero del Pembrokeshire.

## Scuole

### Hogwarts
La Scuola di Magia e Stregoneria di Hogwarts è una scuola di magia situata in Scozia, che accoglie la maggior parte degli studenti delle Isole britanniche di età compresa tra gli undici e i diciassette anni. Costituisce l'ambientazione principale della serie.

### Beauxbatons
L'Accademia di Magia di Beauxbatons è una scuola di magia situata nel sud della Francia, in prossimità dei Pirenei. L'accademia ha un maggior numero di iscritti rispetto a Hogwarts; non la frequentano infatti solo studenti francesi, ma anche spagnoli, portoghesi, olandesi, lussemburghesi e belgi. Ha sede in uno sfarzoso palazzo circondato da giardini alla francese. Il palazzo non ha una sala grande come Hogwarts, ma al suo interno si trova una sala da pranzo, addobbata durante il periodo natalizio con statue di ghiaccio che brillano e cori di ninfe dei boschi. Anche il sistema scolastico è differente da quello di Hogwarts: gli studenti sostengono i primi esami importanti dopo il sesto anno, e non dopo il quinto.
Il nome Beauxbatons in francese significa "belle bacchette": il blasone della scuola raffigura, infatti, due bacchette incrociate da cui escono tre stelle ciascuna. L'uniforme, di pura seta, è di colore blu/grigio con un cappello in tinta unita a punta. La preside dell'istituto è Olympe Maxime. Tra gli allievi figurano Nicolas Flamel, l'alchimista scopritore della pietra filosofale, e Fleur Delacour. Beauxbatons è una delle tre scuole di magia che prendono parte al Torneo Tremaghi nel Calice di fuoco. Gli studenti ammessi all'iscrizione arrivano a Hogwarts con un'enorme carrozza volante blu pastello, grande quanto una casa e trainata da giganteschi cavalli volanti. Nel film Beauxbatons viene raffigurata come una scuola di magia esclusivamente femminile, mentre nel libro viene detto che l'istituto è frequentato da studenti di ambo i sessi.

### Durmstrang
L'Istituto per gli Studi Magici di Durmstrang è una scuola di magia la cui precisa ubicazione è sconosciuta, ma che viene generalmente indicata come l'Europa settentrionale. A conferma di ciò le divise degli studenti sono foderate di pelliccia, a testimoniare la loro provenienza da un luogo freddo. In base alla descrizione che ne fa lo studente Viktor Krum, la scuola è costituita da un castello di quattro piani piuttosto spoglio, è dotata di un parco molto grande e di un lago, i fuochi vengono accesi solamente a scopi magici e in inverno i giorni e le ore di luce sono piuttosto brevi, mentre in estate gli studenti volano sulla scopa nel parco tutti i giorni.
Durmstrang esiste da almeno settecento anni e la sua fondatrice fu la strega bulgara Nerida Vulchanova. L'istituto è famoso per l'enfasi e la propensione all'insegnamento delle Arti Oscure: mentre le altre scuole si limitano a insegnare come difendersi da esse, gli studenti di questa scuola imparano anche a metterle in atto, e questo concetto è avversato dagli altri istituti e dalla comunità magica. Il preside della scuola è stato, fino al sesto libro, Igor Karkaroff, un ex Mangiamorte che ha evitato il carcere ad Azkaban facendo i nomi di molti suoi commilitoni; nel sesto libro Karkaroff viene assassinato dai Mangiamorte stessi e non si sa chi gli sia succeduto. Anche il mago oscuro Gellert Grindelwald ha frequentato la scuola di Durmstrang. Il nome deriva dallo Sturm und Drang, movimento letterario tedesco del XVIII secolo. Nel film viene raffigurata come una scuola di magia esclusivamente maschile, mentre nel libro si dice che ospita studenti di entrambi i sessi.

### Ilvermorny
La Scuola di Magia e Stregoneria di Ilvermorny è una scuola di magia situata ad Adams, nel Massachusetts, sul Monte Greylock. È celata alla popolazione babbana da incantesimi che prendono occasionalmente la forma di nuvole e foschia che avvolgono la vetta della montagna. Viene menzionata per la prima volta sul sito Pottermore e nel film Animali fantastici e dove trovarli. Venne fondata da Isotta Sayre dopo essere emigrata in Nord America dall'Irlanda a bordo della Mayflower nel 1620 e prende il nome dal villaggio d'origine della donna. La scuola si espanse rapidamente accogliendo studenti da tutto il Nord America e raggiungendo il prestigio delle maggiori scuole di magia del mondo. Sayre modellò Ilvermorny su Hogwarts; come la sua controparte britannica infatti, anche Ilvermorny è divisa in quattro case, ognuna rappresentata da una creatura magica, scelte dalla stessa Sayre, da suo marito babbano James Steward e dai due figli adottivi della coppia: Chadwick e Webster Boot. Esse sono: Serpecorno (Horned Serpent), un serpente con una gemma incastonata in fronte, fondata da Sayre, rappresenta la mente del mago e predilige gli studiosi; Tuono Alato (Thunderbird), una creatura che crea tempeste con le ali, fondata da Chadwick Boot, rappresenta l'anima del mago e predilige gli avventurieri; Wampus, prende il nome da una creatura magica simile a una pantera, fondata da Webster Boot, rappresenta il corpo del mago e predilige i guerrieri; e Magicospino (Pukwudgie), prende il nome da una razza lontanamente imparentata al goblin europeo, fondata da James Steward, rappresenta il cuore del mago e predilige i curatori.
L'ingresso di Ilvermorny dà su una sala circolare nella quale si trovano quattro statue che rappresentano le quattro case e in cui avviene la cerimonia di smistamento per gli studenti del primo anno. I novizi sono chiamati uno per uno nel centro della stanza e le statue reagiscono poi se ritengono gli studenti degni della loro casa. Può così avvenire che più di una statua si attivi per uno stesso studente, nel qual caso il giovane può scegliere la casa che preferisce tra quelle che si sono attivate. Le divise scolastiche sono di color blu e rosso mirtillo e gli abiti di ogni studente sono fissati utilizzando una spilla d'oro rappresentante un nodo gordiano in memoria della madre di Isotta che possedeva un gioiello di tale fattura.

## Diagon Alley

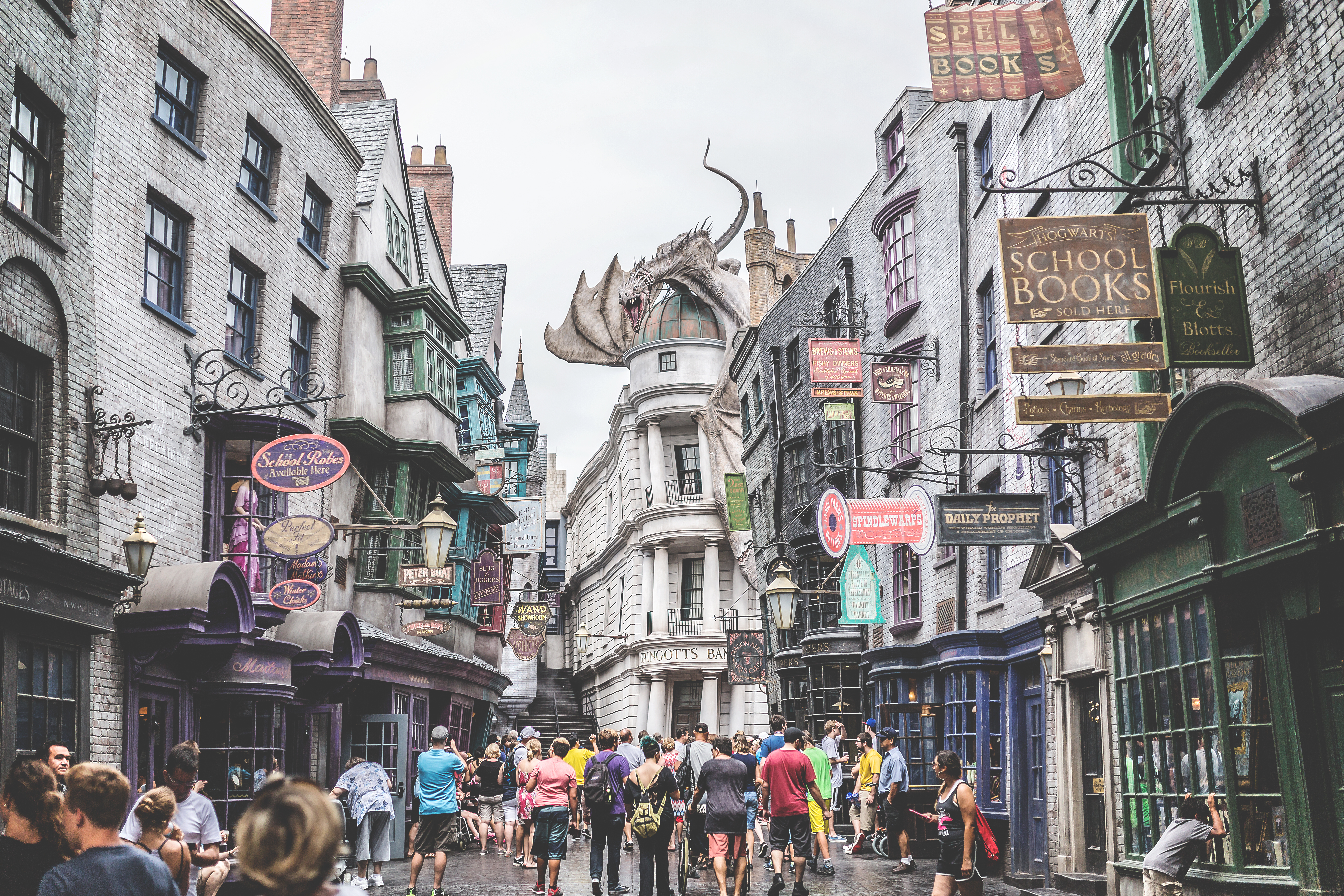
Ricostruzione di Diagon Alley così come appare nei film agli Universal Studios Florida

Diagon Alley è una via di Londra dove i maghi di tutta la Gran Bretagna fanno i loro acquisti in negozi di ogni genere. A Diagon Alley ha sede la Gringott, la banca dei maghi. La via è nascosta alla popolazione babbana e vi si accede attraverso un passaggio nel retro del Paiolo Magico, oppure grazie alla Metropolvere o alla materializzazione. Harry visita Diagon Alley la prima volta in compagnia di Rubeus Hagrid per fare i suoi acquisti in previsione del primo anno a Hogwarts. In seguito il luogo compare o viene menzionato numerose volte. Nel Principe mezzosangue, dopo che è stato rivelato al mondo magico il ritorno di Voldemort, sulla vivace area cala un'atmosfera cupa e plumbea, con i manifesti del ministero affissi ovunque, e due famosi commercianti del luogo, il gelataio Florian Fortebraccio e il venditore di bacchette magiche Olivander, spariscono misteriosamente.

### Il Paiolo Magico
Il Paiolo Magico (The Leaky Cauldron) è un locale per maghi, particolarmente buio e dimesso, dotato di camere che affitta ai clienti, nel cui retrobottega si cela l'ingresso segreto di Diagon Alley: colpendo un determinato mattone nel muro, il muro vibra e si apre come un arco. Il locale è affacciato sulla Charing Cross Road della Londra babbana, situato tra una libreria e un negozio di dischi, ma i babbani non fanno caso alla sua presenza grazie a degli incantesimi protettivi. Venne realizzato nel XVI secolo da Daisy Dodderidge in modo da consentire un passaggio tra la città babbana e Diagon Alley. Il locale offre stanze in alloggio al piano superiore, mentre nel piano terra hanno sede un bar e una sala da pranzo. Il proprietario si chiama Tom ed è un vecchio calvo, sdentato e molto solerte; anni dopo gli eventi principali della serie, la proprietà passerà ad Hannah Abbott. In questo pub, nel Prigioniero di Azkaban, Harry incontra il Ministro della Magia Cornelius Caramell e vi trascorre il resto delle sue vacanze estive prima di tornare a Hogwarts.

### Gringott
Gringott (Gringotts) è la banca magica in cui maghi e streghe depositano i loro averi. Si presenta come un edificio bianco e imponente situato alla congiunzione di Notturn Alley e Diagon Alley. L'ingresso è delimitato da una doppia serie di portoni in bronzo e argento. L'atrio è lastricato in marmo ed è percorso da un lungo bancone al quale siedono numerosi impiegati e dove avvengono le transazioni. La Gringott è gestita dai folletti, sebbene vi lavorino anche dipendenti umani, come Bill Weasley, che è impiegato come Spezzaincantesimi per conto della banca, o Fleur Delacour, che vi svolge un tirocinio al termine dei suoi studi per migliorare il suo inglese. La banca è considerata uno dei luoghi più sicuri nel mondo magico. Le ricchezze dei clienti sono depositate in apposite camere blindate, tutte a prova di scasso e protette da sofisticati incantesimi di sicurezza. Le camere si trovano sottoterra e si estendono per chilometri nel sottosuolo di Londra, in un labirinto di passaggi sotterranei e grotte. Le camere blindate più importanti, come quella della famiglia Lestrange, sono sorvegliate da draghi e sfingi. Per muoversi all'interno ci sono dei binari su cui viaggiano dei carrelli ad autopropulsione e per aprire le porte sono essenziali delle piccole chiavi d'oro, mentre alcune porte possono essere aperte toccandole solo dai folletti; chiunque non sia un folletto della banca e provi a fare questo verrebbe rinchiuso dentro la camera per sempre.
La Gringott viene visitata da Rubeus Hagrid e Harry nella Pietra filosofale per prelevare la pietra filosofale e parte della fortuna lasciata in eredità al giovane dai suoi genitori per le spese scolastiche. Lo stesso giorno Quirinus Raptor forza la sicurezza della banca per appropriarsi proprio della pietra filosofale, senza sapere che Hagrid l'aveva prelevata poco prima. Nei Doni della Morte Harry, Ron e Hermione si introducono nella banca con l'aiuto del folletto Unci-Unci per recuperare la coppa di Tassorosso, trasformata in un Horcrux da Voldemort, dalla camera di sicurezza di Bellatrix Lestrange.
Gli interni della Gringott furono girati all'Australia House di Londra per il film La pietra filosofale, mentre per le riprese dei Doni della Morte - Parte 2, in cui la banca viene parzialmente distrutta durante l'evasione di Harry, Ron e Hermione su un drago, il set venne ricreato agli Studi Leavesden.

### Olivander
Olivander (Ollivanders) è il negozio di bacchette magiche di Garrick Olivander. Sembra non essere il solo negozio di bacchette magiche presente a Diagon Alley, anche se è certamente quello più conosciuto e apprezzato. Il suo aspetto è però poco appariscente, con in vetrina solo una bacchetta adagiata su un cuscinetto sbiadito e impolverato, e l'interno composto da lunghe file di scatole ammucchiate ordinatamente fino al soffitto. Il signor Olivander, i cui familiari sono fabbricanti di bacchette da secoli, ricorda le caratteristiche di ogni singola bacchetta che ha venduto negli anni. Harry vi acquista la sua prima bacchetta magica nella Pietra filosofale. Olivander chiude improvvisamente nel Principe mezzosangue, poiché il fabbricante di bacchette viene rapito da Voldemort per avere informazioni su come contrastare la bacchetta di Harry e sul luogo in cui è custodita la Bacchetta di Sambuco.

### Tiri Vispi Weasley
Tiri Vispi Weasley (Weasleys' Wizard Wheezes) è il negozio di scherzi magici di Fred e George Weasley, situato al 93 di Diagon Alley. Il negozio comincia a prendere forma nelle loro idee già dal Calice di fuoco, quando i due iniziano a inventare, produrre e trafficare sotto banco una serie di articoli scherzosi, ma è solo con la loro fuga da Hogwarts nell'Ordine della Fenice e grazie al capitale iniziale offerto loro da Harry che possono aprire il negozio, nel Principe mezzosangue. Tiri Vispi Weasley, specializzato nella vendita di articoli, oggetti e cibi scherzosi, ha fin da subito un grande successo e grazie all'intuito commerciale di Fred e George diventa una lauta fonte di guadagni, tanto che anche la madre Molly, inizialmente scettica sull'iniziativa, deve ricredersi. Dopo la morte di Fred e gli eventi dei Doni della Morte, il negozio riapre sotto la gestione del solo George, al quale per un periodo si aggiunge anche Ron qualche anno più tardi. Nell'opera teatrale La maledizione dell'erede è il solo Ron a gestire Tiri Vispi Weasley, diciannove anni dopo la conclusione della serie principale.

### Il Ghirigoro
Il Ghirigoro (Flourish & Blotts) è una libreria dove abitualmente gli studenti di Hogwarts acquistano i libri di testo ed in cui tutti i maghi possono comprare libri magici di qualsiasi tipo. Nella Camera dei segreti Harry e la famiglia Weasley vi acquistano i libri di testo per la scuola durante una sessione di autografi di Gilderoy Allock; nello stesso frangente Lucius Malfoy nasconde il diario di Tom Riddle tra i libri di Ginny Weasley.

### Madama McClan
Madama McClan (Madam Malkin's Robes for All Occasions) è una sartoria situata a Diagon Alley, di fianco al Ghirigoro. Harry vi acquista la sua prima divisa di Hogwarts e vi incontra per la prima volta Draco Malfoy. La proprietaria e sarta è appunto Madama McClan, una strega tarchiata e sorridente, vestita di color malva. La sartoria è visitata anche nel Principe mezzosangue, in cui Harry, Ron e Hermione vi incontrano un Draco particolarmente aggressivo; è qui che a Harry sorge il primo sospetto, poi rivelatosi fondato, che Draco sia definitivamente diventato un Mangiamorte.

### Gelateria Fortebraccio
La Gelateria Fortebraccio (Florean Fortescue's Ice Cream Parlour) è una delle prime attività commerciali che s'incontra entrando a Diagon Alley. I suoi tavoli all'aperto possono essere osservati dalle finestre delle camere del Paiolo Magico, che si trova di fronte alla gelateria. Sembra essere l'unica gelateria presente nel mondo dei maghi. Nel Principe mezzosangue l'attività chiude improvvisamente e viene resa nota la notizia del rapimento e dell'uccisione del proprietario, Florian Fortebraccio, da parte di Voldemort e dei Mangiamorte.

### Serraglio Stregato
Il Serraglio Stregato (Magical Menagerie) è un negozio di Diagon Alley che vende animali, creature magiche, mangimi e prodotti affini ed offre consulenze in materia di allevamento e cura delle diverse specie magiche. L'interno è molto angusto, rumoroso e puzzolente, a causa dei numerosi esemplari stipati in piccole gabbie. Tra le creature esposte al Serraglio Stregato vi sono enormi rospi viola, Fiammagranchi, lumache velenose, gatti di ogni colore, corvi, Puffskein, ratti neri che giocano saltando con la coda ed un grasso coniglio bianco che continua a trasformarsi in un cappello a cilindro e poi di nuovo in coniglio, accompagnando ogni metamorfosi con uno schiocco secco. La proprietaria è una strega di mezza età che indossa pesanti occhiali neri e abiti dimessi, molto competente e che accoglie garbatamente i clienti, aiutandoli nella loro scelta della creatura più adatta alle loro esigenze e consigliandoli su come prendersi cura del proprio animale.

## Notturn Alley
Notturn Alley (Knockturn Alley) è una squallida strada laterale che si riallaccia a Diagon Alley all'altezza della Gringott. In essa si trovano molti negozi che vendono oggetti pericolosi e di magia oscura, molti dei quali vietati dal Ministero della Magia. Nella Camera dei segreti Harry, utilizzando la polvere volante per la prima volta e pronunciando in maniera poco chiara il nome Diagon Alley a causa della fuliggine che lo fa tossire, vi si trova scaricato per errore, venendo poi soccorso da Hagrid.

### Magie Sinister
Magie Sinister (Borgin & Burkes) è l'unico negozio di Notturn Alley conosciuto in dettaglio nella serie, che tratta un'ampia gamma di prodotti legati alle Arti Oscure. Qui i Malfoy fanno affari comprando e vendendo oggetti che spesso il ministero classifica come potenzialmente pericolosi. Il proprietario del negozio è il signor Sinister, un uomo curvo dai capelli unti, servizievole verso i clienti e i maghi oscuri e ostile verso gli altri. Il giovane Tom Riddle lavorò per un periodo come commesso a Magie Sinister dopo aver terminato gli studi; il suo superiore era Caractatus Burke, un socio del negozio, descritto come un vecchio con gli occhi coperti da un ciuffo di capelli. Grazie a questo impiego Tom entrò in contatto con una serie di preziosi artefatti, in particolare la coppa di Tassorosso e il medaglione di Serpeverde, che in seguito trafugherà uccidendo l'anziana cliente che li possedeva e trasformerà in Horcrux. Nel Principe mezzosangue Draco Malfoy scopre che l'Armadio Svanitore in esposizione nel negozio è collegato a un suo gemello nella Stanza delle Necessità, e sfrutta questo collegamento per far penetrare alcuni Mangiamorte a Hogwarts e far assassinare Albus Silente.

## Hogsmeade

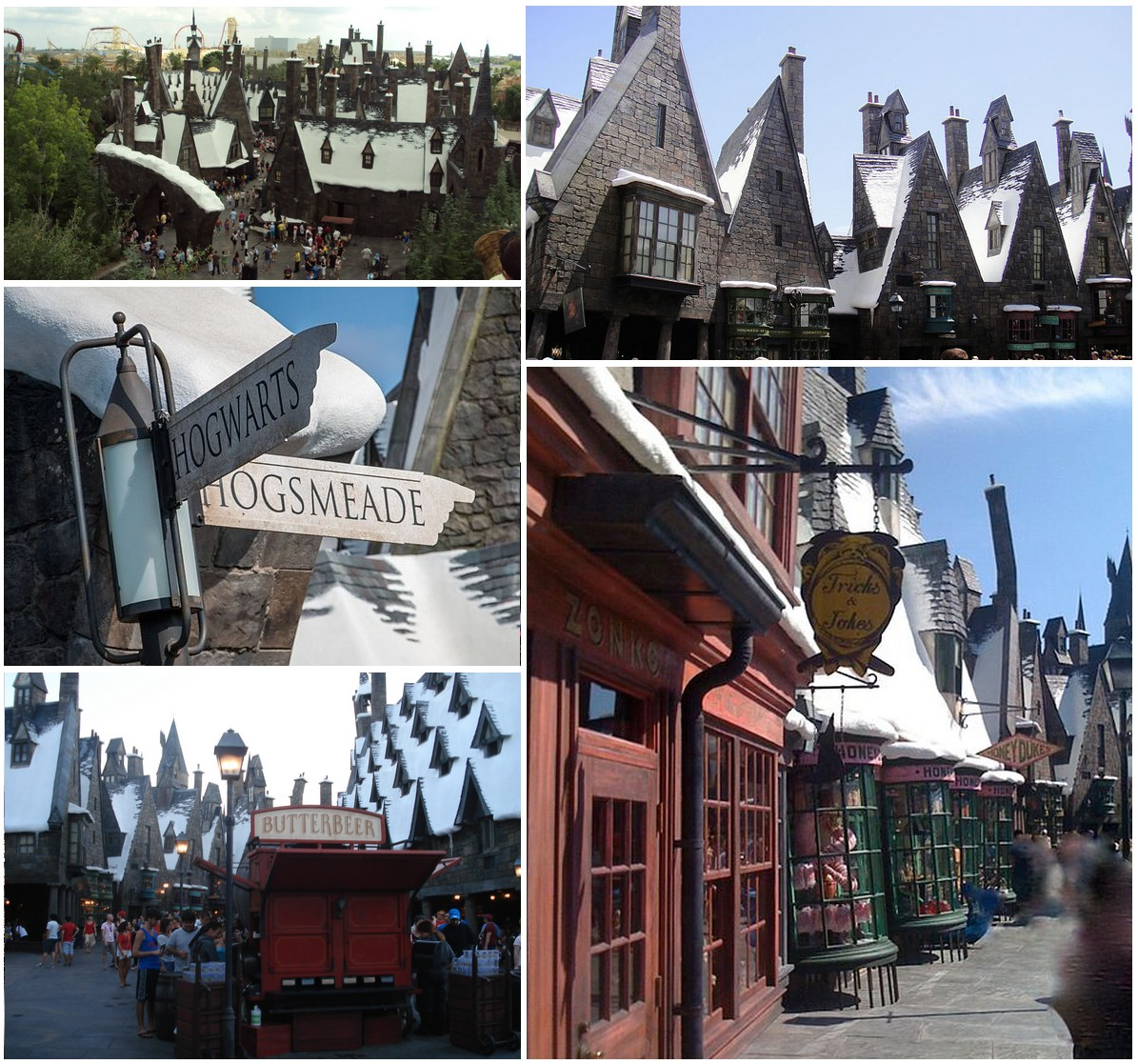
Un montaggio di diverse vedute di Hogsmeade nei parchi a tema dedicati a Harry Potter

Hogsmeade è un villaggio immaginario situato in Scozia, noto per essere l'unico centro abitato della Gran Bretagna popolato da soli maghi. Venne fondato da Hengist il folletto dei boschi, che vi si rifugiò per sfuggire alle persecuzioni da parte dei babbani nel Northumberland. L'architettura del villaggio, con le sue case slanciate e inclinate, riflette la sua origine medievale. Il villaggio sorge molto vicino a Hogwarts, tanto che l'Espresso di Hogwarts fa capolinea alla stazione di Hogsmeade. Gli alunni a partire dal terzo anno, se in possesso di un'autorizzazione firmata da un genitore o un tutore, possono visitare il villaggio nei fine settimana, facendo acquisti nei vari negozi e svagandosi nei locali e pub. Hogsmeade compare per la prima volta nel Prigioniero di Azkaban. Il nome del villaggio deriva dall'unione delle parole inglesi hog ("maiale") e meade ("prati").

### I tre manici di scopa
"I tre manici di scopa" (The Three Broomsticks) è un pub che funge anche da locanda, tra i più frequentati di Hogsmeade. Viene descritto come un locale dalla sala ampia, calda e confortevole. Tra gli avventori figurano gli studenti, gli insegnanti e il personale di Hogwarts, oltre a maghi comuni. La barista è Madama Rosmerta, una donna di bell'aspetto che suscita una notevole attrazione da parte dei clienti maschi del locale. Vi si possono bere molte bevande, tra cui la Burrobirra, molto apprezzata dagli studenti. Ai Tre Manici di Scopa Harry viene a conoscenza nel Prigioniero di Azkaban della storia del presunto tradimento di Sirius Black ed è qui che Hermione combina l'incontro tra Harry e Rita Skeeter nell'Ordine della Fenice, per l'intervista, pubblicata poi su Il Cavillo, in cui Harry racconta di aver vissuto in prima persona il ritorno di Voldemort. Secondo la tradizione, l'edificio costituiva la casa di Hengist il folletto dei boschi.

### Mielandia
Mielandia (Honeydukes) è un negozio di dolci molto frequentato dagli studenti di Hogwarts. I proprietari sono Ambrosius Flume e la moglie, che vivono nel piano superiore dello stesso edificio. Vende un'enorme gamma di dolci magici molto particolari, come gelatine tuttigusti+1, api frizzole, fildimenta interdentali, piperille nere, topoghiacci, rospi alla menta, scarafaggi a grappolo, lumache gelatinose, pallini acidi e piume di zucchero filato. Mielandia rappresenta anche il punto in cui sbuca uno dei passaggi segreti provenienti da Hogwarts, che Harry usa nel Prigioniero di Azkaban perché sprovvisto di permesso per la gita a Hogsmeade.

### Testa di porco
La "Testa di porco" (Hog's Head) è una delle locande di Hogsmeade. Si trova in una stradina laterale ed è un locale piccolo, dall'aspetto dimesso e molto sporco, con le vetrine così incrostate da lasciar entrare pochissima luce, illuminato dai mozziconi di candela piantati sui tavoli di legno e nel quale regna un forte odore di capra. Noto per i prezzi bassi e le frequentazioni poco raccomandabili, gli studenti non vi entrano quasi mai, ma possono comunque andarci senza divieti di alcun tipo durante le gite a Hogsmeade. Il barista è Aberforth Silente, fratello del preside Albus. L'insegna è la testa di un cinghiale accoltellato il cui sangue cade su un panno bianco.
Nonostante la sua cattiva reputazione, La Testa di Porco gioca un ruolo importante nella storia di Harry Potter. È qui infatti che Sibilla Cooman pronuncia la profezia che riguarda Harry e Lord Voldemort, di cui Severus Piton riesce a origliare solo la prima parte, dando così a Voldemort un'informazione incompleta che porterà all'uccisione dei genitori di Harry e alla momentanea sconfitta del mago oscuro. Nella Pietra filosofale Hagrid vi ottiene un uovo di drago da uno sconosciuto, in cambio di alcune informazioni su Fuffi, il cane a tre teste a protezione della pietra filosofale. Nell'Ordine della Fenice il pub costituisce il primo luogo d'incontro dell'Esercito di Silente, un gruppo segreto per lo studio di Difesa Contro le Arti Oscure. Nei Doni della Morte Aberforth vi nasconde Harry, Ron e Hermione dai Mangiamorte che pattugliano Hogsmeade, e dà loro modo di entrare a Hogwarts attraverso un passaggio segreto nel retro del pub. Sempre attraverso lo stesso passaggio vengono fatti evacuare gli studenti più giovani prima della battaglia di Hogwarts.

### Zonko
Zonko (Zonko's Joke Shop) è un negozio di scherzi, i cui articoli sono molto popolari tra gli studenti di Hogwarts. Remus Lupin menziona il negozio Zonko come creatore della Mappa del Malandrino per convincere Severus Piton della sua presunta inutilità. Nel Principe mezzosangue il negozio viene chiuso. Prima che nei Doni della Morte l'accesso a Hogsmeade venisse vietato agli studenti per motivi di sicurezza, Fred e George Weasley pensavano di rilevarlo e di aprirvi una filiale dei Tiri Vispi Weasley.

### Da Madama Piediburro
Da Madama Piediburro (Madam Puddifoot's) è una piccola sala da tè collocata lungo una strada secondaria di Hogsmeade. È molto calda, adornata di fiocchi e trine e nota per essere frequentata quasi esclusivamente da coppiette. La proprietaria è Madama Piediburro, una donna gioviale e corpulenta con un lucente chignon nero. Compare per la prima volta nell'Ordine della Fenice, poiché è qui che Cho Chang porta Harry nel giorno di San Valentino.

### Stamberga Strillante
La Stamberga Strillante (Shrieking Shack) è una vecchia casa abbandonata che si trova poco fuori Hogsmeade. L'edificio era utilizzato da Remus Lupin quando era studente per trasformarsi, non visto e indisturbato, in lupo mannaro durante le notti di luna piena. In queste notti gli abitanti di Hogsmeade sentivano le urla e le attribuirono a degli spiriti, facendo guadagnare alla casa il soprannome di Stamberga Strillante e la reputazione di casa più infestata della Gran Bretagna. Silente stesso incoraggiò le voci sui presunti fantasmi che la popolavano, per tenere alla larga la gente e per proteggere Lupin e permettergli di frequentare ugualmente Hogwarts nonostante la sua natura. La casa è collegata a Hogwarts tramite un tunnel sotterraneo, al cui ingresso venne piantato il Platano Picchiatore per nascondere il passaggio segreto e tenere lontani i curiosi. Nella Stamberga Strillante, nel Prigioniero di Azkaban, Harry apprende la verità sul suo padrino Sirius Black e su Peter Minus, il vero traditore dei suoi genitori. È qui inoltre che Severus Piton viene ucciso da Nagini nei Doni della Morte.

## Luoghi governativi

### Ministero della Magia
Il Ministero della Magia è la massima autorità politica e amministrativa della comunità magica britannica. La sua sede si trova a Londra sotto la city ed è composta da svariati dipartimenti e uffici. Poiché tutto il ministero si estende sottoterra, le pareti hanno delle finestre incantate, e gli addetti alla manutenzione decidono che tempo fa ogni giorno.

### Azkaban

Immagine della prigione di Azkaban tratta dal film Harry Potter e l'Ordine della Fenice

Azkaban è il carcere in cui vengono rinchiusi i maghi che violano le leggi della comunità magica britannica. Il luogo non viene mai descritto nei libri e si sa solo che si trova su una gelida isoletta al largo nel Mare del Nord. Nel film L'Ordine della Fenice la prigione viene inquadrata brevemente e rappresentata come una vasta struttura triangolare con un cortile interno. Azkaban ha una pessima reputazione. La sua locazione remota è più una precauzione che non una misura di sicurezza, in quanto la massiccia presenza di Dissennatori impiegati come guardie opprime a tal punto i prigionieri da renderli inermi, facendogli perdere ogni emozione positiva e voglia di vivere, fino ad impazzire. Secondo la testimonianza di Sirius Black, a causa degli effetti dei Dissennatori molti prigionieri semplicemente smettono di mangiare e muoiono di inedia. Poiché i Dissennatori sono estremamente resistenti e difficili da abbattere, Azkaban è stata a lungo considerata come una prigione a prova di fuga, fino a quando Barty Crouch Jr. prima e Sirius Black poi non riescono a evadere. Tra i principali crimini per cui si viene incarcerati ad Azkaban vi è l'utilizzo su un essere umano di una delle tre maledizioni senza perdono, che comporta automaticamente una condanna all'ergastolo.
Nella Camera dei segreti Hagrid viene temporaneamente incarcerato ad Azkaban con l'accusa, poi rivelatasi falsa, di aver aperto la camera dei segreti; sarà un'esperienza talmente traumatica per lui da portarlo a rifiutare di parlarne anche molto tempo dopo essere stato liberato. Nel Prigioniero di Azkaban Sirius Black è il primo mago che si sa essere evaso dal carcere, dopo esservi stato rinchiuso ingiustamente per dodici anni. Nell'Ordine della Fenice l'efficienza della prigione viene messa in discussione a seguito di un'evasione di massa di Mangiamorte, riguardo alla quale vi è il sospetto di connivenza da parte dei Dissennatori. Silente infatti ha sempre sostenuto che fosse un errore far controllare da tali esseri i più pericolosi seguaci di Voldemort, poiché proprio dal suo ritorno al potere questi avrebbero molto da guadagnare. La previsione del Preside si rivela esatta, in quanto successivamente i Dissennatori si uniscono apertamente alle schiere di Voldemort, favorendo una nuova evasione di Mangiamorte. Dopo gli eventi dei Doni della Morte J. K. Rowling ha affermato che il nuovo Ministro della Magia Kingsley Shacklebolt deciderà di non fare più uso dei Dissennatori come guardie di Azkaban, sostituendoli con gli Auror.
Il nome Azkaban deriva in parte dalla vera prigione di Alcatraz, con la quale condivide diverse caratteristiche, e da Abaddon, una parola ebraica che vuol dire "luogo di distruzione" o "abisso infernale".

### Ospedale San Mungo
L'ospedale San Mungo per ferite e malattie magiche (St. Mungo's Hospital for Magical Maladies and Injuries) è l'ospedale del mondo magico britannico, in cui vengono ricoverati e curati i maghi malati. Secondo la storia, fu fondato nel 1612 da Mungo Bonham, dal quale prende il nome. La sede dell'ospedale San Mungo è a Londra, e la sua posizione corrisponde a quella del grande magazzino abbandonato Purge & Dowse Ltd.: la porta d'ingresso dell'ospedale, utilizzabile solo dai maghi, è camuffata in una delle finestre dell'edificio. I maghi che vogliono entrare nell'ospedale si devono rivolgere a un manichino nella vetrina, che annuisce e indica la porta. L'ospedale è composto da sei piani, cinque dei quali contengono reparti specializzati nella cura di diverse patologie, e il sesto e ultimo una sala da tè per i visitatori e un negozio.
Pazienti di lunga degenza al San Mungo sono i genitori di Neville, Frank e Alice Paciock, dopo che le loro menti furono irrimediabilmente danneggiate dalle torture inflitte loro dai Mangiamorte, e Gilderoy Allock, in seguito alla sua perdita permanente di memoria nella Camera dei segreti. Nell'Ordine della Fenice vi vengono temporaneamente ricoverati anche Arthur Weasley, dopo essere stato morso da Nagini al Dipartimento dei Misteri, e Minerva McGranitt, a causa di quattro schiantesimi ricevuti in pieno petto da alcuni funzionari del Ministero della Magia guidati da Dolores Umbridge. Nel Principe mezzosangue vi finisce anche Katie Bell dopo aver toccato la collana maledetta destinata a Silente.

### King's Cross

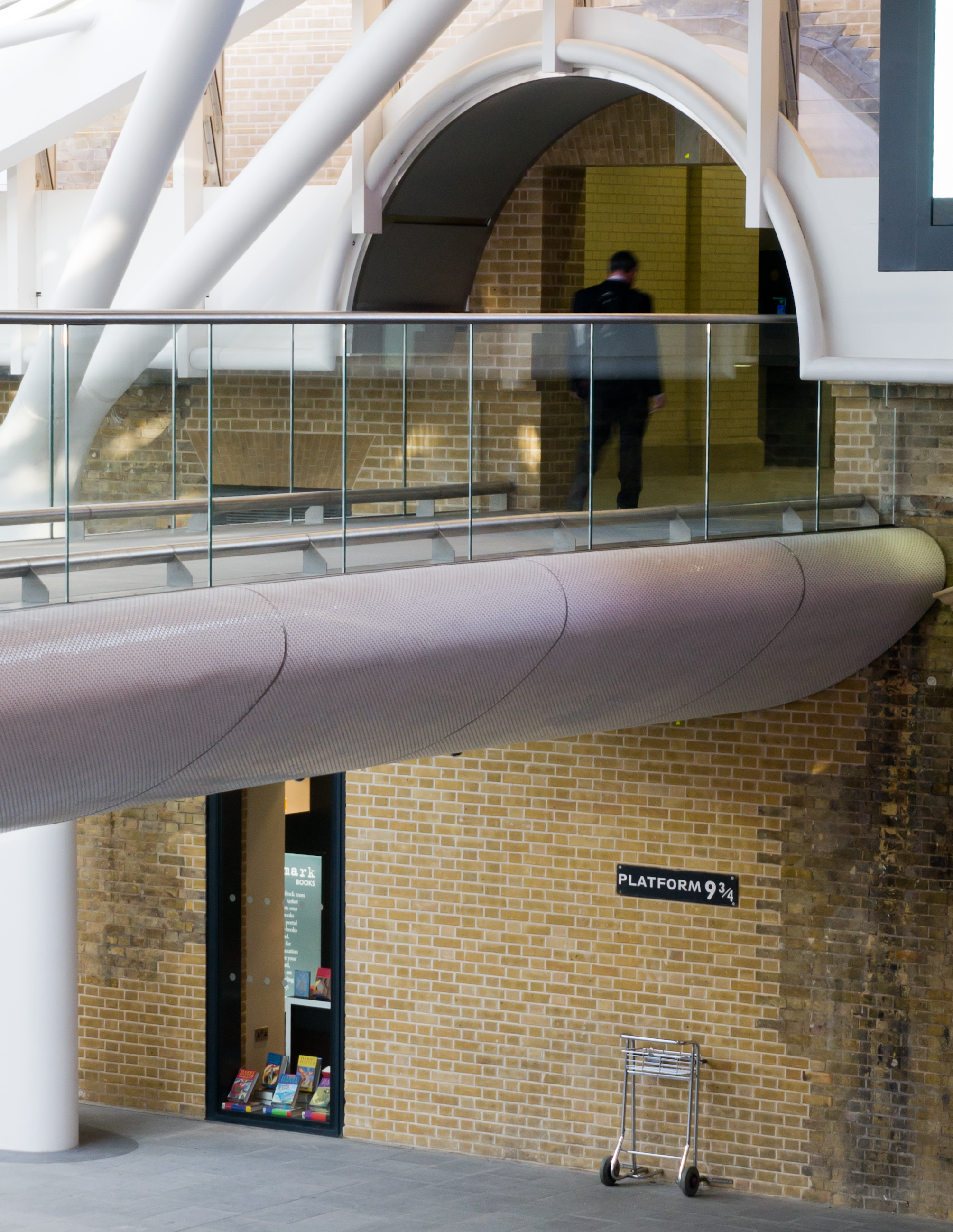
I riferimenti al binario 9 ¾ nel terminal ovest della stazione di Londra King's Cross

La stazione ferroviaria londinese di King's Cross è il terminal dal quale parte l'Espresso di Hogwarts diretto al villaggio di Hogsmeade, da cui gli studenti si recano poi alla scuola di Hogwarts. Il treno parte dal binario 9 ¾, nascosto magicamente alla vista dei babbani; per accedervi, infatti, gli studenti e le loro famiglie devono passare attraverso un muro posto tra i binari 9 e 10, avendo l'accortezza di non farsi scorgere. Nella Pietra filosofale, alla stazione di King's Cross Harry conosce per la prima volta la famiglia Weasley e grazie al loro aiuto riesce a trovare il binario 9 ¾.
J. K. Rowling pensò immediatamente a un treno per collegare Hogwarts a Londra, e in particolare alla stazione di King's Cross, poiché i suoi genitori si erano conosciuti su un treno proveniente proprio dalla stazione, il nome suonava adatto e la posizione della stazione è quella giusta per raggiungere la Scozia, dove il castello di Hogwarts sarebbe collocato. Per quanto riguarda il binario, invece, l'autrice si immaginò diverse banchine nascoste negli spazi tra i binari esistenti e 9 ¾ fu il primo numero che le venne in mente. Al momento di girare il film La pietra filosofale, tuttavia, la troupe si rese conto che i binari 9 e 10 di King's Cross non erano serviti dalla stessa banchina e che si trovavano in un annesso invece che nel corpo principale della stazione. Per le riprese vennero quindi inseriti i numeri 9 e 10 sulle banchine di quelli che nella realtà sono i binari 4 e 5, in modo da offrire una vista più evocativa delle pareti in mattoni e degli archi che sorreggono il tetto della stazione.
Dopo i lavori di ammodernamento della stazione di King's Cross, al terminal ovest su una parete in prossimità dei binari 9 e 10 venne posta una targhetta commemorativa del binario 9 ¾ e un carrello incastrato a metà tra il muro. Proprio accanto alla targhetta si trova inoltre un negozio a tema Harry Potter. Ogni anno, il 1º settembre alle ore 11:00, la stazione annuncia inoltre in modo scherzoso la partenza dell'Espresso di Hogwarts.

## Altri luoghi

### Nurmengard
Nurmengard è un castello situato in Austria che Gellert Grindelwald costruì per imprigionare i babbani e i suoi nemici. L'entrata di Nurmengard è sormontata dal simbolo dei Doni della Morte, insieme alla frase "Per il bene superiore". Dopo la sconfitta di Grindelwald per mano di Albus Silente, i prigionieri vennero liberati e lo stesso Grindelwald fu imprigionato nella cella più alta. Nurmengard viene mostrato nei Doni della Morte, quando Voldemort arriva alla prigione in cerca di Grindelwald e di informazioni sulla Bacchetta di Sambuco, e nel film Animali fantastici - I crimini di Grindelwald.